# トレインカードジャパン
トレインカードジャパンとは2007年から株式会社はとバスエージェンシーが発売している鉄道トレーディングカード。トレインカードと呼ばれている。

## 概要
鉄道各社の垣根を越えて誕生した電車のトレーディングカード。幻の名車から最新鋭車まで、各社の人気列車が揃っており、車両解説や車両スペックも掲載している。トレインカードジャパンは、各鉄道会社で開催しているさまざまなイベントなどで販売している。イベントではトレインカードジャパンをはじめ、各種電車グッズを手に入れることも可能。

## 販売会社
鉄道事業者の順序は第1弾の発売が早い順とする。また今後発売予定の分も記する。

### 江ノ島電鉄
- 第1弾

01-001　300形
01-002　300形
01-003　300形
01-004　300形
01-005　300形
01-006　300形
01-007　300形
01-008　1000形1次車
01-009　1000形3次車
01-010　1000形4次車
01-011　10形
01-012　500形

### 相模鉄道
- 第1弾

02-001　10000系
02-002　10000系
02-003　9000系
02-004　9000系
02-005　8000系
02-006　8000系
02-007　7000系
02-008　新7000系
02-009　5000系
02-010　モニ2000形
02-011　モヤ700系
02-012　モヤ700系
- 第2弾

02-013　5000系
02-014　5000系
02-015　7000系
02-016　7000系新塗装
02-017　8000系
02-018　8000系
02-019　9000系
02-020　9000系新塗装
02-021　10000系
02-022　10000系走る横浜写真館号
02-023　11000系
02-024　11000系

### 富士急行
- 第1弾

03-001　フジサン特急2000系
03-002　フジサン特急2000系
03-003　フジサン特急2000系
03-004　フジサン特急2000系
03-005　フジサン特急2000系
03-006　1000系
03-007　1000系
03-008　1000系 マッターホルン号
03-009　1000系
03-010　5000形 トーマスランド号
03-011　富士山麓電気鉄道　モ1
03-012　ブラッサー製マルチブルタイタンバー

### 秩父鉄道
- 第1弾

05-001　C58363形
05-002　C58363形
05-003　C58363形
05-004　C58363形
05-005　C58363形
05-006　C58363形
05-007　デハ302+サハ351+デハ301 300形
05-008　3000系 クハ3200+デハ3100+デハ3000形
05-009　1000系 スカイブルー
05-010　デキ106牽引
05-011　デキ302牽引
05-012　デキ506牽引

### 伊豆急行
- 第1弾

06-001　2100系（リゾート21・2次車）
06-002　2100系（リゾート21・3次車）
06-003　2100系（リゾート21・4次車）
06-004　2100系（アルファ・リゾート21・5次車）
06-005　8000系
06-006　100系

### 近畿日本鉄道
- 第1弾

特急車・団体車シリーズ 
07-001　アーバンライナー・Next 21020系
07-002　アーバンライナー・Plus 21000系
07-003　伊勢志摩ライナー 23000系
07-004　ACE 22000系
07-005　さくらライナー・26000系
07-006　スナックカー・12200系
07-007　サニーカー・12410系
07-008　ビスタEX・30000系
07-009　吉野特急・16000系
07-010　楽・20000系
07-011　あおぞらⅡ・18400系
07-012　新ACE 22600系
一般車シリーズ 
07-013　大阪・名古屋線急行車・2610系
07-014　奈良線・大阪線・名古屋線一般車・1230系
07-015　京都市交乗り入れ車・3200系
07-016　シリーズ21・L/Cカー・5820系
07-017　シリーズ21・9020系
07-018　南大阪線一般車・6600系
07-019　大阪線L/Cカー・5800系
07-020　シリーズ21・9820系
07-021　大阪・名古屋線クロスシート車・5200系
07-022　大阪線一般車・1400系
07-023　名古屋線一般車・1010系
07-024　奈良線一般車・8000系
おもしろ車両シリーズ 
07-025　高安車庫入替車
07-026　南大阪線車両回送用電動貨車・90系
07-027　塩浜車庫入替車
07-028　内部・八王子線 特殊狭軌車・260系
07-029　電気検測車はるかくん・24系
07-030　シリーズ21・京都市交乗り入れラッピング車・3220系
07-031　ステンレス試作車・3000系
07-032　アーバンライナー中間増結車・21000系
07-033　養老鉄道車両回送用電動貨車・90系
07-034　けいはんな線・大阪市交乗り入れ車・7000系
07-035　けいはんな線車両回送用電動貨車・75系
07-036　鮮魚専用車・2680系